# Back 2 Base X
Back 2 Base X – piąty album studyjny amerykańskiego punk rockowego zespołu (hed) P.E wydany przez Suburban Noize Records.

## Lista utworów
1. „Listen” – 2:53
2. „Novus Ordos Clitorus” – 3:13
3. „Lock and Load” – 3:03
4. „White Collars” – 3:22
5. „Get Ready” – 2:52
6. „Sophia” – 3:23
7. „Peer Pressure” – 0:44
8. „Beware Do We Go” – 3:53
9. „Daze of War” – 5:13
10. „Sweetchops” – 3:05
11. „So It Be” – 3:56
12. „Let’s Ride” – 4:08
13. „The Chosen One” – 3:17